# Erez Yaary
Erez Yaary is een Israëlische componist van elektronische muziek, New Age muziek en Ambient. Hij kocht zijn eerste synthesizer in 1986 en maakt vooral elektronische muziek in de zogenoemde Berlijnse School. Zijn vroege werken zijn gedocumenteerd in de 'Project'-CD's, waarvan de laatste in 1994 uitkwam. Na een afwezigheid van 6 jaar brengt hij sinds 2000 weer regelmatig albums uit.
In 1991 richtte Yaary een band op, The Omega Project, waarin hij de keyboards bespeelde. Deze band bracht slechts één album uit.

## Discografie
- 1988 - Projects I (1986 - 1988)
- 1991 - Projects II (1988 - 1990)
- 1992 - Projects III (1991 - 1992)
- 1994 - Projects IV (1992 - 1994)
- 1994 - Projects V (1988 - 1994)
- 1991 - The Omega Project
- 2000 - Solar Voyages
- 2002 - Retrospective
- 2003 - Nibiru
- 2005 - Ambience
- 2005 - Blind Vision
- 2006 - Atmosphere
- 2007 – Synergos
- 2010 - Darklight
- 2011 - Moab
- 2013 - Signal